# Castello di Ama

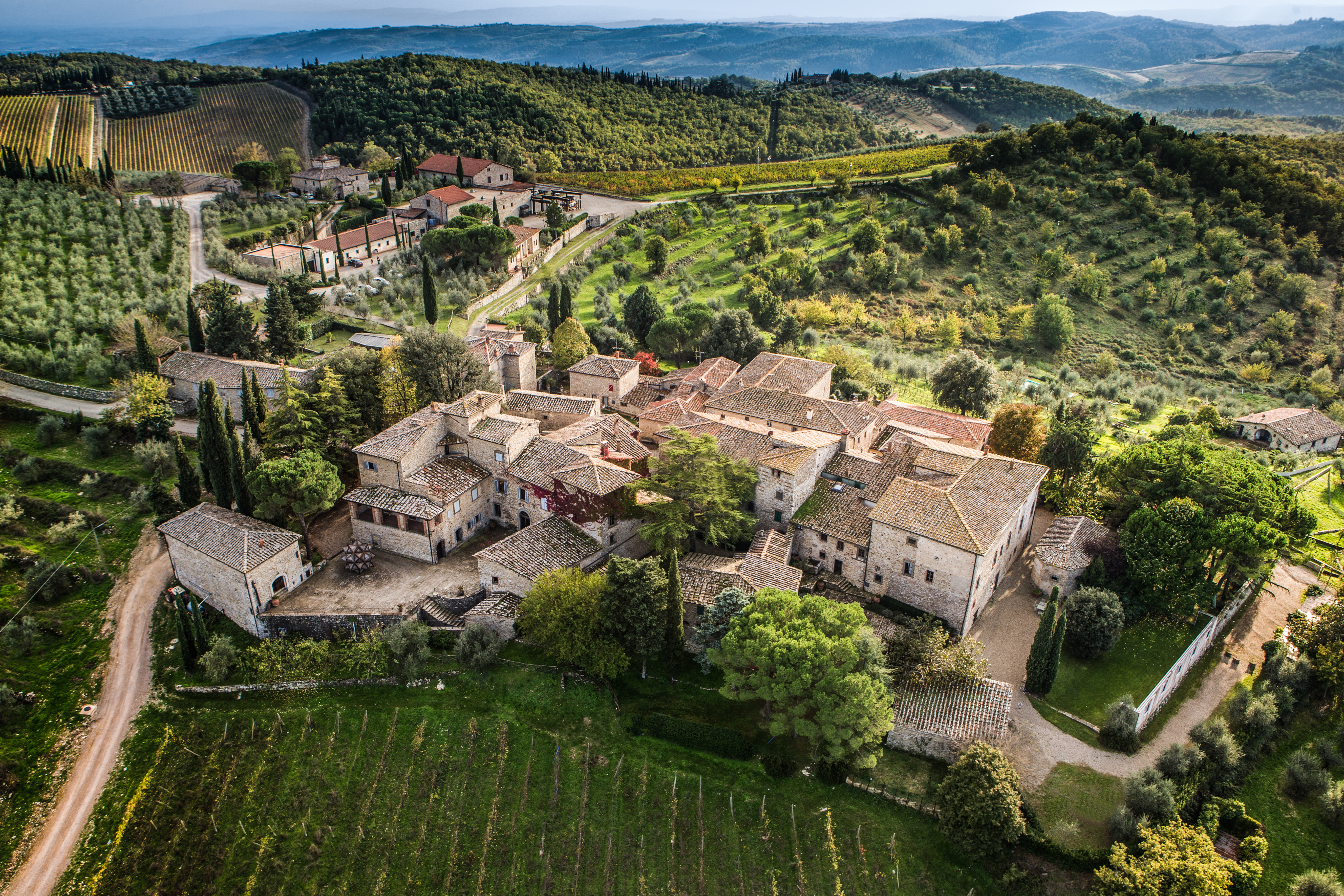
Il borgo di Ama

Il castello di Ama si trova a Ama, nel comune di Gaiole in Chianti, in provincia di Siena.

## Storia
Il toponimo e i rinvenimenti fanno risalire l'insediamento in località Ama agli etruschi. La prima menzione del luogo risale comunque al X secolo, quando un documento cartaceo ne ricorda la donazione (fittizia, legata solo alla creazione una protezione giuridica formale dei luoghi) da parte del marchese Ugo II di Toscana alla badia di Poggio Marturi. In quell'occasione si ricorda ad Ama un "casale", che significava un piccolo borgo fortificato munito di residenza signorile, case per i servi e i contadini, e una cappella. Entro la fine del XII secolo il borgo doveva essersi trasformato in un vero e proprio castello, come testimonia un documento datato 13 dicembre 1219, per le necessità di controllo del confine del territorio fiorentino, tra le fortificazioni di Lecchi e San Polo. Tale legame con Firenze, e non con Siena, era ribadito anche dalla cura religiosa, essendo la cappella sotto la diocesi di Fiesole.
In quegli anni Ama risulta posseduto dalla famiglia Da Cacchiano, vassalli dei Ricasoli: sempre nel documento del 1219 le famiglie sono ricordate per la vendita del castello alla Badia di Coltibuono per 80 lire senesi. In seguito ne furono feudatari i Firidolfi e nel corso del XV secolo fu più volte attaccato e anche distrutto dagli Aragonesi, nel quadro degli interminabili conflitti tra fiorentini e senesi.

La ricostruzione del fortilizio avvenne soltanto in tempo di pace, quando ormai Siena era caduta nelle mani dei Medici. Tra XVII e XVIII secolo, persa ormai ogni funzione militare, i resti del castello vennero adattati a formare due ville, dei Pianigiani e dei Ricucci. Nel 1706 Valerio Pianigiani rifondò la cappella gentilizia, dedicandola alla Madonna del Carmine. In quegli anni andò anche sviluppandosi fortemente la viticultura, tanto che nel 1773 il granduca Pietro Leopoldo, in visita ad Ama, sentenziò, nella sua "Relazione sul governo della Toscana":
“Le vigne di Ama sono ben esposte, assolative, tutte tenute ottimamente e come giardini: questa parte è la più fertile e la più rinomata del Chianti”.

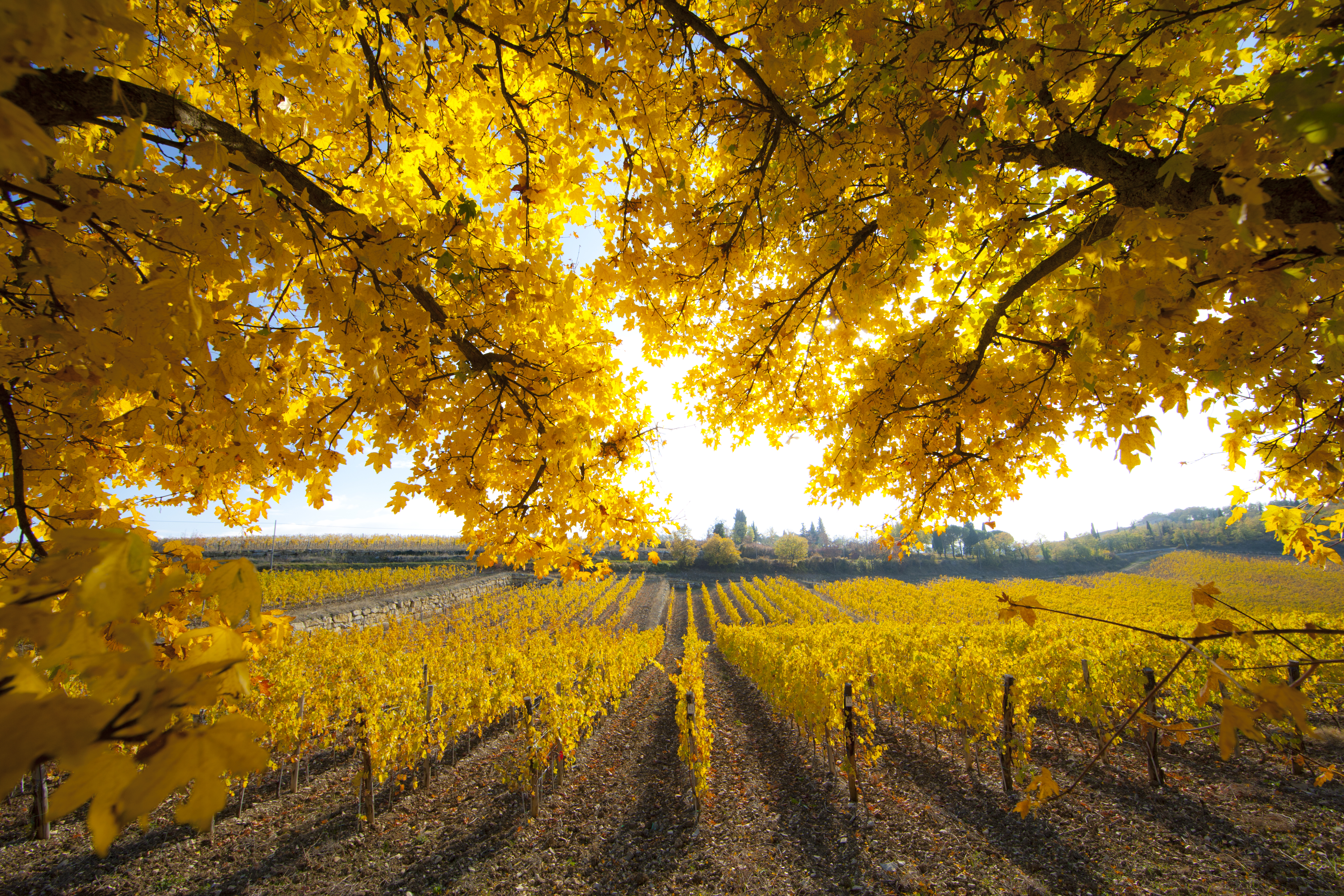
Vigneto La Casuccia in novembre

Nel 1863 villa e cappella passarono al nobile Pietro Bonci Casucci, marito dell'ultima erede Pianigiani, e nel 1979 il complesso venne acquistato da quattro famiglie che cedettero al fascino del luogo, prendendo a sfida l'obiettivo di riportare Ama agli antichi fasti. Sebasti, Tradico, Carini e Cavanna, questi i nomi dei quattro amici che si avviarono a creare quella che ad oggi è considerata una delle aziende più importanti d'Italia, si impegnarono, con investimenti e ristrutturazioni, a restituire al luogo la grandezza che meritava.
Nel settembre 1982, proprio a ridosso della vendemmia, fece ingresso come enologo un giovane fiorentino: Marco Pallanti.
Marco Pallanti è stato insignito del titolo di Enologo dell'anno nel 2003 dalla Guida dei Vini Gambero Rosso. Nel 2004 l'Azienda riceve il premio Impresa e Cultura, promosso da Confindustria, Ice, Sviluppo Italia e Comune di Palermo, per il “miglior curriculum di investimenti in cultura” e un anno dopo, nel 2005, l'Azienda è stata dichiarata la Migliore dell'anno. È stato per due mandati successivi, dal 2006 al 2012, presidente del Consorzio del Vino Chianti Classico.
Nel 2014 giunge un altro importante premio internazionale: il vino "San Lorenzo" 2010, con 95/100 punti, viene eletto sesto al mondo nella TOP100 dalla nota rivista Wine Spectator, decretandolo primo fra i vini italiani di quell'anno.

## Descrizione

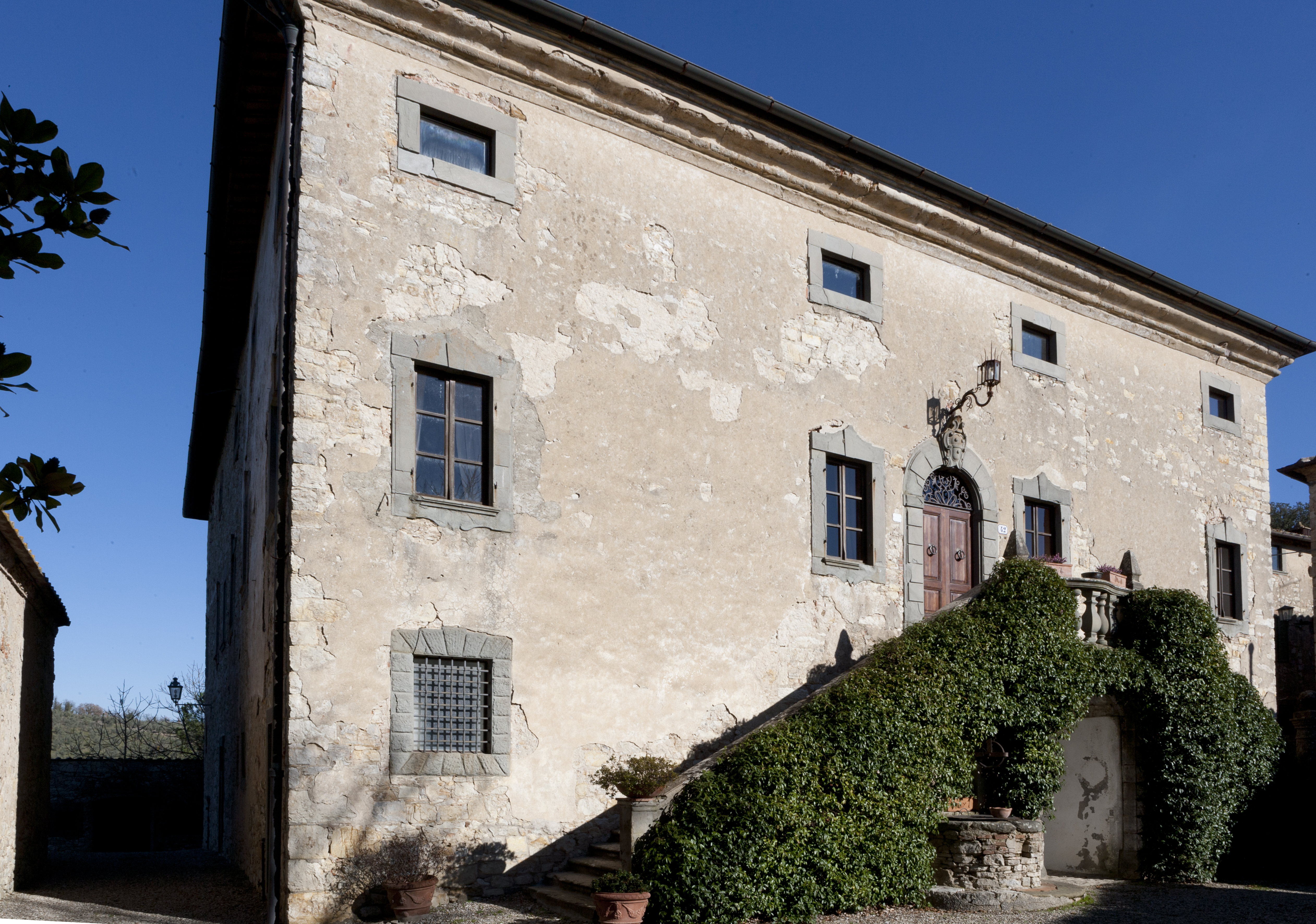
La facciata della settecentesca Villa Ricucci

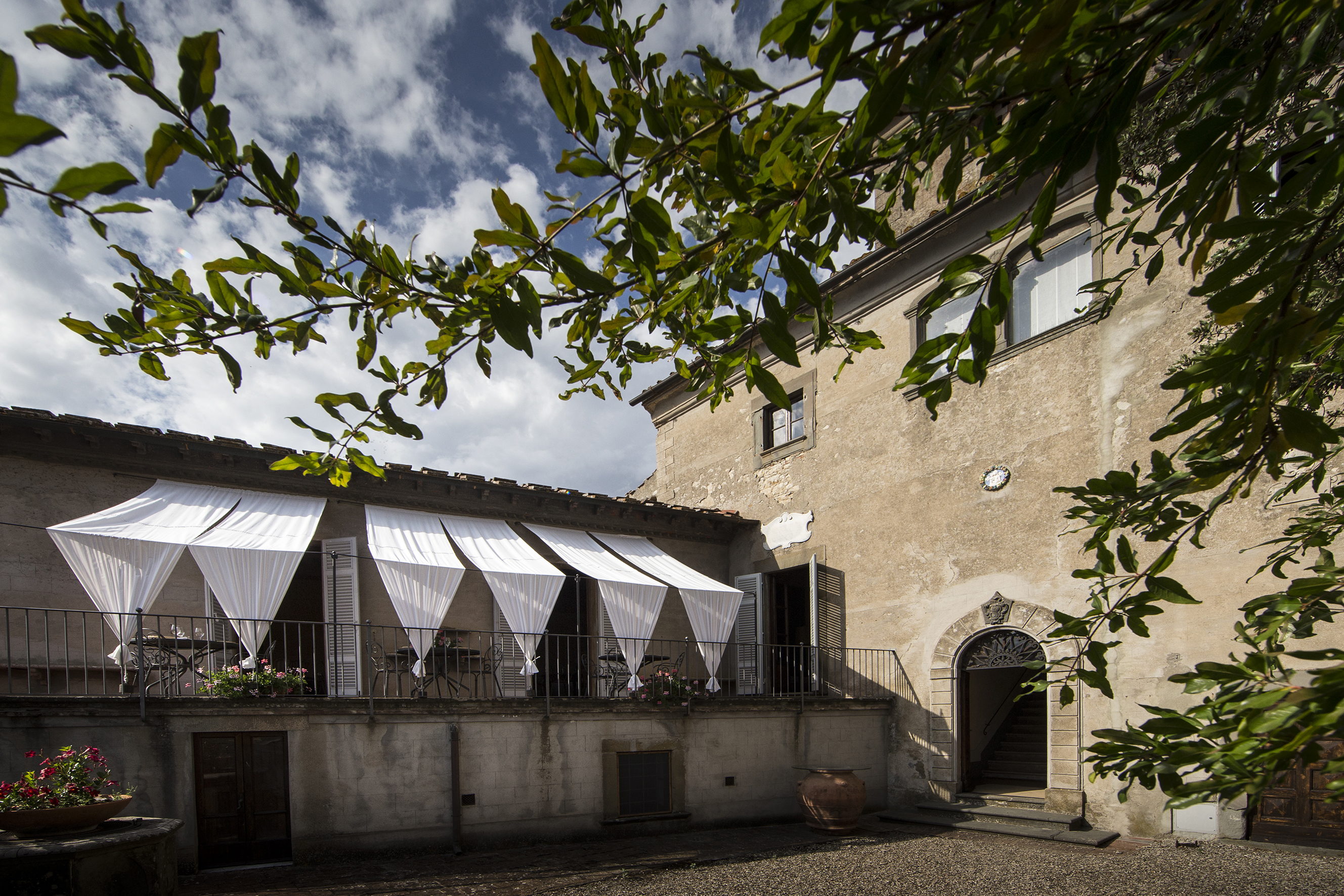
La terrazza di Villa Pianigiani e "Il Ristoro"

Il complesso è composto da più edifici aggregati che, sebbene sorti in epoche diverse, hanno in comune l'uso della pietra come materiale edilizio. Il borgo, con le sue case di origine medioevale, si sviluppa lungo l'asse della via principale, quasi protetto, ai due estremi, da due ville. La villa principale, già Ricucci, è l'unica che ha conservato pressoché inalterati gli originali caratteri settecenteschi, mentre completamente rinnovata in forme vagamente neoclassiche è villa Pianigiani. Villa Ricucci mostra un fronte affacciato su un giardino e composto da una scala a doppia rampa seicentesca che porta al portale al piano nobile; ai lati si aprono le finestre simmetriche incorniciate di pietra e disposte su quattro assi, per un totale di tre livelli compreso quello terreno. Al di sotto della scala un secondo portale bugnato porta ai locali di servizio che si trovavano al piano terra. Esisteva anche una loggia, nascosta poi da un intervento di restauro.
Di particolare interesse sono le tre piccole cappelle, una intitolata alla Santissima Vergine del Carmine, presso la villa Pianigiani, la seconda, lungo la via principale, dedicata a San Lorenzo e la terza, intitolata a San Venazio, nel giardino di villa Riccucci. Le due cappelle situate nei giardini delle Ville ospitano inoltre due installazioni in situ di grandi artisti di Arte Contemporanea: "Aima" di Anish Kapoor, nella cappella di Villa Pianigiani; "Confession of Zero" di Hiroshi Sugimoto, in quella di Villa Ricucci.
Il giardino sul lato sud è modesto, con siepi di bosso che creano aiuole geometriche, sebbene arricchito da una superba veduta sulla campagna del Chianti.

## Castello di Ama per l'Arte contemporanea
Nel 1999, per la passione di Lorenza Sebasti e Marco Pallanti, si inaugurò il progetto "Castello di Ama per l'Arte Contemporanea", con l'appoggio e l'amicizia della Galleria Continua di San Gimignano.
Oltre ai già citati Kapoor e Sugimoto, sono presenti Louise Bourgeois, con un lavoro ("Topiary") in una cisterna in pietra collocata nella cantina di invecchiamento di Villa Pianigiani; Michelangelo Pistoletto, che è stato l'iniziatore del progetto col proprio "L'albero di Ama: moltiplicazione e divisione dello specchio"; Kendell Geers, con "Revolution/love" collocata, nella cantina di invecchiamento, proprio di fronte alle botti contenenti "L'Apparita"; Giulio Paolini, con "Paradigma"; Chen Zhen, che tra le barriques della cantina è rappresentato dall'opera postuma "La lumière intérieur du corps humain"; Carlos Garaicoa, artista cubano che ha rappresentato la difficoltà della separazione politica con la propria "Yo no quiero ver mas a mis vecinos"; Daniel Buren, la cui opera "Sulle Vigne: punti di vista" è diventata l'immagine simbolo del castello di Ama; Nedko Solakov, che ha rivisitato per mezzo della propria lente due stanze della settecentesca villa Ricucci con i suoi "Amadoodles"; Cristina Iglesias, con la propria installazione "Towards the ground" immersa nella natura; Ilya & Emilia Kabakov, con "The Observer"; Pascale Marthine Tayou, che ha portato i colori del suo Camerun con la propria "Le Chemin du bonheur".